# Oznakowanie kardynalne

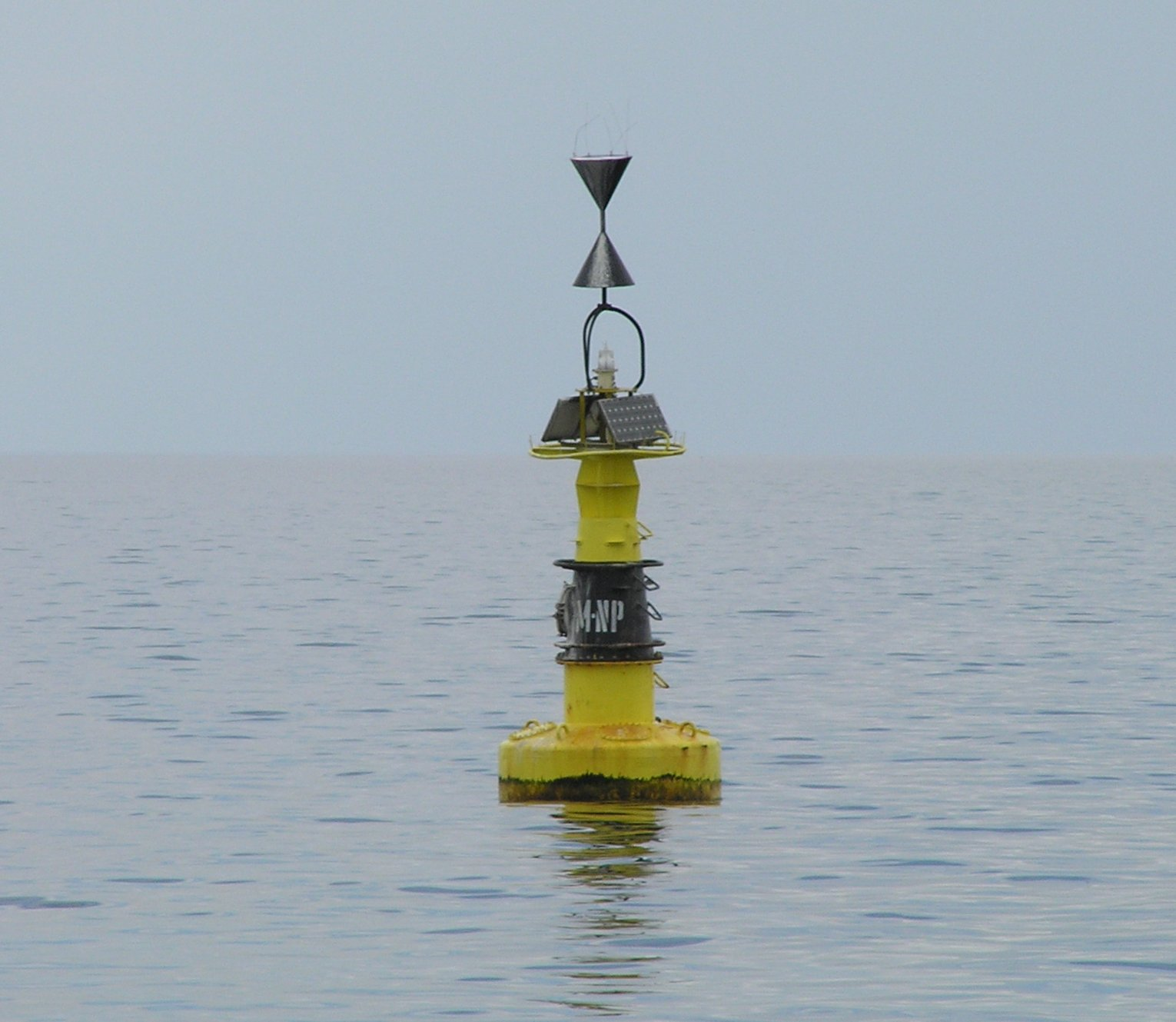
Zachodnia pława kardynalna "M-NP" na podejściu do portu w Gdańsku

Oznakowanie kardynalne – w systemie IALA stosuje się je do określenia w jakim kierunku znajduje się bezpieczna woda.
Znaki kardynalne przyjmują nazwę od kierunku, w jakim są ustawione w stosunku do niebezpieczeństwa. Nazwa ta określa jednocześnie stronę, z której należy ten znak omijać. W praktyce rzadko występują wszystkie cztery znaki jednocześnie, zwykle oznacza się bezpieczne przejście jedynie od strony toru wodnego.

## Schemat

|            |  | północ (N)            |  |            |
|            |  |                       |  |            |
| zachód (W) |  | Miejsce niebezpieczne |  | wschód (E) |
|            |  |                       |  |            |
|            |  | południe (S)          |  |            |

## Opis znaków

### Znak północny
Kolor czarny ponad żółtym, znak szczytowy dwa czarne stożki skierowane wierzchołkami w górę.
Światło białe, szybko migające lub migające (MV lub M).
Międzynarodowe oznaczenie charakterystyki: VQ lub Q.

### Znak wschodni
Kolor czarny z żółtym pasem, znak szczytowy dwa czarne stożki skierowane podstawami do siebie.
Światło białe, trzy szybkie mignięcia w grupie co 5 sek. lub trzy mignięcia w grupie co 10 sek. (MV(3) lub M(3)).
Międzynarodowe oznaczenie charakterystyki: VQ(3) lub Q(3).

### Znak południowy
Kolor żółty nad czarnym, znak szczytowy dwa czarne stożki skierowane wierzchołkami w dół.
Światło białe, sześć szybkich mignięć + błysk co 10 sek. lub sześć mignięć + błysk co 15 sek. (MV(6)+Bl lub M(6)+Bl).
Międzynarodowe oznaczenie charakterystyki: VQ(6)+LFl lub Q(6)+LFl.

### Znak zachodni
Kolor żółty z czarnym pasem, znak szczytowy dwa czarne stożki skierowane wierzchołkami do siebie.
Światło białe, dziewięć szybkich mignięć co 10 sek. lub dziewięć mignięć co 15 sek. (MV(9) lub M(9)).
Międzynarodowe oznaczenie charakterystyki: VQ(9) lub Q(9).